# Coupe d'Irlande du Nord féminine de football 2023
Navigation
Édition précédente Édition suivante
La 18e Coupe d'Irlande du Nord féminine de football, en anglais IFA Womens Challenge Cup et pour des raisons de naming publicitaire Electric Ireland Women's Challenge Cup, se dispute entre le 12 mai 2023 et 21 octobre 2023 date de la finale. Le Glentoran Belfast United remet en jeu son titre obtenu en 2022. 
Glentoran remporte pour la cinquième année consécutivement la compétition en battant en finale 3-0 Cliftonville Ladies.

## Organisation
La compétition s'organise en cinq tours successifs. Les clubs de première division du championnat sont exemptés du premier tour.

## Compétition

### Tour préliminaire
Le tour préliminaire se déroule le 12 mai 2023. 
| Club recevant             | Score | Club visiteur          |
| ------------------------- | ----- | ---------------------- |
| 1st Bangor Ladies         | 2-10  | Valley Rangers Ladies  |
| Belfast Celtic Ladies     | 2-1   | Antrim Town Women      |
| Lisburn Distillery Ladies | 9-1   | Shorts Women           |
| Strabane Athletic Ladies  | 0-7   | Lisburn Rangers Ladies |

### Premier tour
Le premier tour se déroule les 16 et 18 juin 2023. Les matchs sont tirés au sort et se déroulent sur le terrain du premier nommé.
| Club recevant              | Score   | Club visiteur         |
| -------------------------- | ------- | --------------------- |
| Ballyclare Comrades Ladies | forfait | Belfast Ravens        |
| Belfast Celtic Ladies      | 1-5     | Craigavon City Ladies |
| Comber Rec. Ladies         | 3-5     | Valley Rangers Ladies |
| Lisburn Rangers Ladies     | forfait | Donegal Celtic Ladies |
| St. James' Swifts Ladies   | 1-2     | Bloomfield            |
| Lisburn Distillery Ladies  | 1-2     | Bangor Ladies         |

### Deuxième tour
Le deuxième tour se déroule le 28 juillet 2023. Les matchs sont tirés au sort et se déroulent sur le terrain du premier nommé. Les équipes de première division entrent dans la compétition.
| Club recevant         | Score | Club visiteur              |
| --------------------- | ----- | -------------------------- |
| Bangor Ladies         | 0-6   | Lisburn Rangers Ladies     |
| Crusaders Strikers    | 5-0   | Bloomfield                 |
| Derry City Women      | 3-0   | Ballyclare Comrades Ladies |
| Larne Women           | 0-4   | Glentoran Women's          |
| Linfield Ladies       | 2-7   | Cliftonville Ladies        |
| Lisburn LFC           | 5-1   | Craigavon City Ladies      |
| Sion Swifts Ladies    | 7-0   | Mid Ulster Ladies          |
| Valley Rangers Ladies | 1-2   | Ballymena United FC Women  |

### Quarts de finale
Les quarts de finale se déroulent le vendredi 18 août 2023. 
| Club recevant             | Score | Club visiteur       |
| ------------------------- | ----- | ------------------- |
| Ballymena United FC Women | 0-8   | Cliftonville Ladies |
| Crusaders Strikers        | 0-2   | Sion Swifts Ladies  |
| Lisburn LFC               | 0-5   | Glentoran Women's   |
| Lisburn Rangers Ladies    | 5-1   | Derry City Women    |

### Demi-finales
| Demi finale 1              | Cliftonville Ladies | 4-1 | Lisburn Rangers Ladies |  |
| Vendredi 15 septembre 2023 |                     |     |                        |  |
|                            | Tirs au but 1-3     |     |                        |  |

| Demi finale 2              | Glentoran Women's | 2-0 | Sion Swifts Ladies |  |
| Vendredi 15 septembre 2023 |                   |     |                    |  |

### Finale
Glentoran remporte son cinquième titre consécutif en dominant Cliftonville en finale.
| Finale                         | Glentoran Women's | 3-0 | Cliftonville Ladies | Windsor Park |
| Vendredi 5 novembre 2023 19h45 |                   |     |                     |              |